# Batterij van La Marefontaine

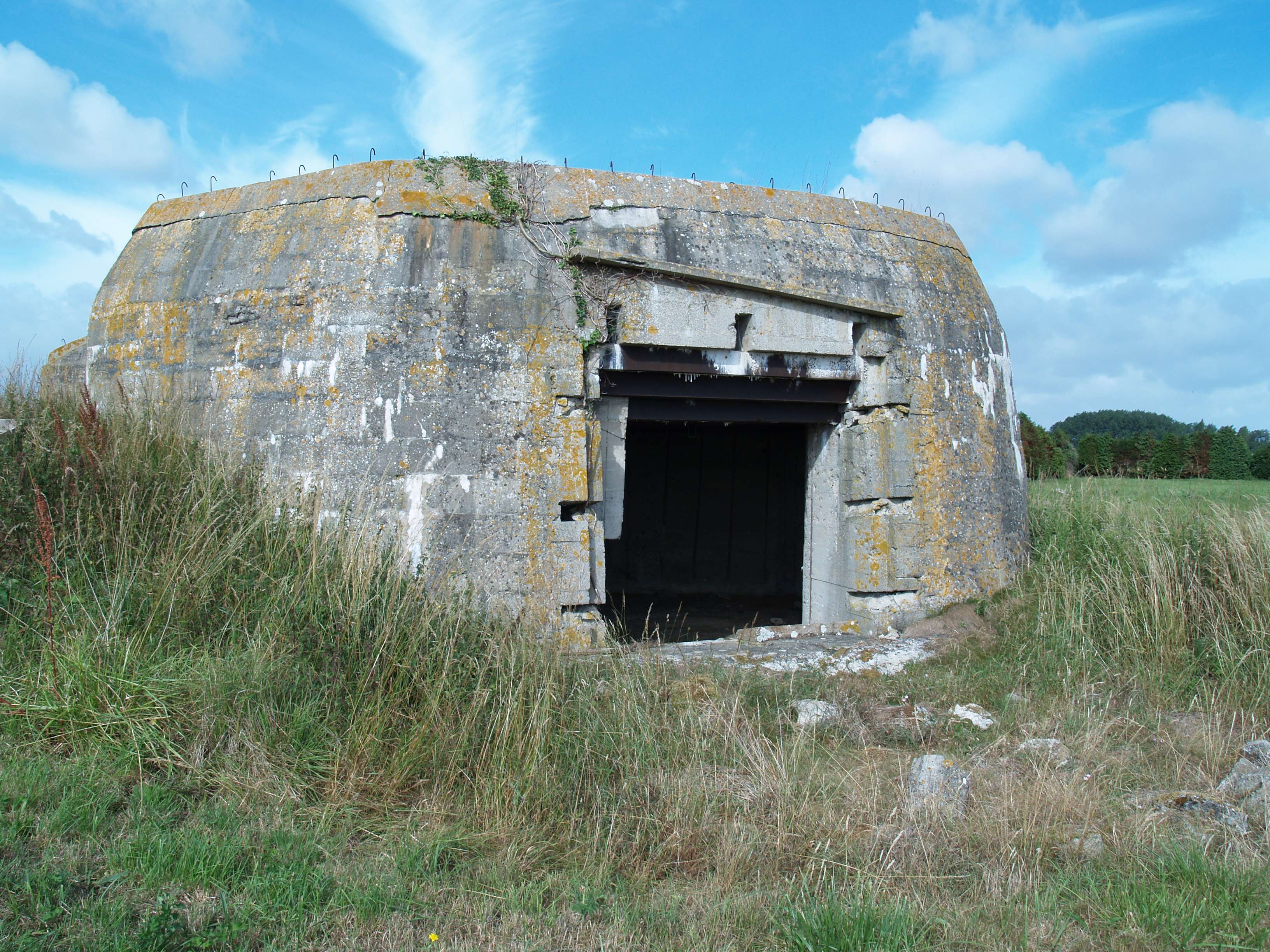
Kazemat van de batterij van La Marefontaine

De batterij van La Marefontaine was een kustbatterij in Normandië tijdens de Tweede Wereldoorlog. Het complex werd door Organisation Todt, ten zuiden van het Franse dorp Ver-sur-Mer, gebouwd. De Duitsers hadden de batterij bewapend met vier Tsjecho-Slowaakse 100 mm kanonnen, beschermd door de vier aanwezige kazematten, met een reikwijdte van negen kilometer. Opvallend was dat de batterij geen uitzicht had op zee. De kanonnen werden gestuurd door een vuurgeleidingsbunker, die in Widerstandnest 35b was ondergebracht. Met het bereik van negen kilometer bestreek de batterij de stranden Gold en Juno.
Tijdens de geallieerde landing in Normandië werd de batterij flink beschadigd door artillerievuur vanaf de kruiser Belfast. Het aanwezige garnizoen gaf zich zonder weerstand over aan de oprukkende Britse troepen, die met de inzet van vlammenwerpertanks van het 141e regiment van het Royal Armoured Corps de batterij innamen.